# Ninja Sex Party
Ninja Sex Party är ett amerikanskt komediband. De bildades 2009. Bandets medlemmar är Dan Avidan (sång) och Brian Wecht (alla instrument). De har totalt släppt fem album med eget material och tre coveralbum.

## Diskografi

### Studioalbum
- 2011 – NSFW
- 2013 – Strawberries and Cream
- 2015 – Attitude City
- 2016 – Under the Covers
- 2017 – Under the Covers, Vol. II
- 2018 – Cool Patrol
- 2019 – Under the Covers, Vol. III

2020 The prophecy

### Singlar
- 2011 – Dinosaur Laser Fight
- 2011 – FYI I Wanna F Your A
- 2012 – Next to You
- 2012 – Unicorn Wizard
- 2013 – Dick Figures: The Movie: The Song
- 2013 – Party of Three
- 2014 – Dragon Slayer
- 2014 – Attitude City
- 2014 – Why I Cry
- 2014 – Peppermint Creams
- 2015 – Road Trip
- 2015 – Cookies!
- 2016 – Samurai Abstinence Patrol
- 2016 – 6969
- 2016 – Cool Patrol
- 2017 – Eating Food in the Shower
- 2018 – Orgy for One
- 2018 – Danny Don't You Know
- 2018 – Heart Boner